# اویگن مایر
اویگن مایر (آلمانی: Eugen Meier; ۳۰ آوریل ۱۹۳۰ – ۲۶ مارس ۲۰۰۲) بازیکن فوتبال اهل سوئیس بود.
از باشگاه‌هایی که در آن بازی کرده‌است می‌توان به باشگاه ورزشی یانگ بویز برن اشاره کرد.
وی همچنین در تیم ملی فوتبال سوئیس بازی کرده‌است.